# Wiesław Czabański
Wiesław Czabański (ur. 20 maja 1945 w Gdańsku) – architekt, naukowiec, adiunkt Politechniki Gdańskiej, specjalista ds. architektury, urbanistyki, budownictwa, projektant.

## Życiorys
Syn Stefana i Elżbiety z domu Górna. Ma dwóch braci Tomasza i Edwarda. W 1962 absolwent III Liceum Ogólnokształcącego im. Bohaterów Westerplatte w Gdańsku, w 1969 ukończył studia na Wydziale Architektury Politechniki Gdańskiej – mgr inż. architekt, gdzie w 1987 uzyskał doktorat na Wydziale Architektury Politechniki Gdańskiej. Na Politechnice Gdańskiej pracuje od 1969.
W 2004 był głównym projektantem w realizacji przeszklenia dziedzińców Gmachu Głównego – im. Fahrenheita i Heweliusza, w połączeniu z remontem dachów i adaptacją poddaszy na sale wykładowe i laboratoria.  W 2012 kierował zespołem odbudowy na Gmachu Głównym wieży zegarowej i odtworzenia popiersia Alegorii Nauki zniszczonej w marcu 1945.
Od 1993 prowadzi Autorską Pracownię Architektoniczną. Był członkiem jury (sędzia referent) konkursu budowy siedziby Europejskiego Centrum Solidarności w 2007 i Muzeum II Wojny Światowej w Gdańsku w 2010. Pomagał w odtworzeniu rewitalizowanego Domku Żeromskiego w Gdyni-Orłowie i planu odbudowy kościoła pw. św. Józefa w Gdyni-Kolibkach.
Należy do Stowarzyszenia Architektów Polskich Oddział Wybrzeże. Jest autorem, współautorem kilkunastu publikacji z zakresu architektury, architektury służby zdrowia, współautorem skryptu „Projektowanie i programowanie obiektów służby zdrowia”, cz. I. Gdańsk 2012 i opracowań, m.in.: Dokumentacji powykonawczej rekonstrukcji wieży zegarowej na Gmachu Głównym Politechniki Gdańskiej, Warszawa 2012.

## Odznaczenia i wyróżnienia
- Srebrny Krzyż Zasługi (2002)
- Brązowy Krzyż Zasługi (1997)
- Nagroda III stopnia Rektora PG (2009)
- Laureat I Nagrody w konkurcie Najlepsza Gdańska Realizacja Architektoniczna za rekonstrukcję wieżyczki z Alegorią Nauki na Gmachu Głównym Politechniki Gdańskiej (2016)[1]